# The Bill
The Bill ist eine britische Polizeiserie, die auf dem britischen Fernsehsender ITV von 16. Oktober 1984 bis zum 31. August 2010 ausgestrahlt wurde. Im deutschsprachigen Raum wurde die Serie nicht ausgestrahlt. Auf RTL jedoch lief von 1994 bis 2006 wöchentlich eine deutsche Adaption unter dem Titel Die Wache und im ZDF konnte man 2009 einen Crossover zwischen The Bill und SOKO Leipzig unter dem Titel Entführung in London sehen.

## Geschichte
The Bill ging aus einem 1983 produzierten Fernsehfilm hervor, der die tägliche Arbeit eines Streifenpolizisten zeigte. Ein Jahr später begann man mit der Produktion der Serie, wobei Geoff McQueen sie erst unter dem Namen Old Bill produzierte. Später nannte man sie endgültig in The Bill um.
Im Laufe der Jahre hatten viele hochkarätige Schauspieler wie beispielsweise Hugh Laurie, Alex Kingston und John Hannah Gastauftritte und Darsteller wie  Keira Knightley und James McAvoy hatten ihren Durchbruch durch die Serie.
Am 31. August 2010 wurde die letzte Episode ausgestrahlt, was ITV mit den gesunkenen Einschaltquoten begründete. Im Jahr 2002 hatte The Bill noch um die sieben Millionen Zuschauer pro Folge, 2010 waren es nur noch etwa dreieinhalb Millionen.

## Bemerkenswerte Besetzung
| Rolle                                     | Schauspieler        | Jahr      |
| ----------------------------------------- | ------------------- | --------- |
| DS Don Beech                              | Billy Murray        | 1995–2004 |
| Sergeant Matt Boyden                      | Tony O’Callaghan    | 1991–2003 |
| DC/CS Jim Carver                          | Christopher Ellison | 1983–2007 |
| Sergeant Bob Cryer                        | Eric Richard        | 1984–2001 |
| DC Tosh Lines                             | Kevin Lloyd         | 1988–1998 |
| PC Reg Hollis                             | Jeff Stewart        | 1984–2008 |
| PC Tony Stamp                             | Graham Cole         | 1987–2009 |
| PC/Sergeant June Ackland                  | Trudie Goodwin      | 1983–2007 |
| PC/Sergeant/Inspector Dale „Smithy“ Smith | Alex Walkinshaw     | 1999–2010 |
| DCI/Superintendent Jack Meadows           | Simon Rouse         | 1989–2010 |
| DC Mickey Webb                            | Chris Simmons       | 2000–2010 |

## Auszeichnungen
- 1991: British Academy Television Craft Award für den besten Kameramann
- 1996 und 2004: National Television Award für Beste Drama-Serie
- 2009: British Academy Television Award für Beste Drama-Fortsetzung